# Digitaria minoriflora
Digitaria minoriflora är en gräsart som beskrevs av Paul Goetghebeur. Digitaria minoriflora ingår i släktet fingerhirser, och familjen gräs. Inga underarter finns listade i Catalogue of Life.